# Jagodić
Jagodić (drugi oblici pisanja su Jagodic, Jagodič, Yagodich) je prezime koje se sastoji od ženskog imena Jagoda i slavenskog sufiksa -ić.

## Predaja
Porijeklo prezimena Jagodić nije potpuno razjašnjeno, ali potječe od ženskog imena Jagoda, što znači da se radi o matronimu. 
Prema nekim usmenim obiteljskim predajama, prezime potječe od udovice majke ili bake imena Jagoda (Baba Jagoda). Postoje predaje prema kojima su preci preuzeli prezime svog gospodara na čijem su imanju služili. Takve priče se posebno mogu naći u Slavoniji i drugim područjima unutar povijesne vojne granice. 
U nekim pričama je djevojačko prezime majke ili prezime očuha preuzeto. U drugim predajama, prezime je preuzeto od hajduka iz Crne Gore, koji su pokušali zamagliti svoj izvorni identitet. Spominjanje u srednjovjekovnim i habsburškim arhivskim dokumentima upućuje na podrijetlo u srpskohrvatskom govornom području. Najraniji dokazi o prezimenu Jagodić nalaze se u Državnom arhivu Dubrovnik.

## Rasprostranjenost
Postoji nekoliko tisuća nositelja prezimena Jagodić u različitim oblicima pisanja. Najčešći oblici su:
- Jagodić (60,4%, u Srbiji, Bosni i Hercegovini i Hrvatskoj)
- Jagodic (17,2%, posebno u slovenskoj regiji Kranj)
- Jagodič (11,3%, u Sloveniji, slovenizirani oblik pisanja)
- Jagodics (4,7%, u Mađarskoj, zajedno s Jagodits i Jagodity)
- Jagoditsch (2,0%, u Austriji)
- Yagodich (1,6%, u Australiji i SAD-u)

Prema podacima Instituta za genealogiju Forebears DMCC, većina nositelja prezimena živi u Sloveniji (oko 1.500), slijede Srbija (oko 1.200) i Bosna i Hercegovina (oko 1.050), te Hrvatska (oko 800), pri čemu je broj nositelja prezimena u Hrvatskoj značajno opao nakon Drugog svjetskog rata i nakon Hrvatskog rata. Veliki broj nositelja prezimena srpskog podrijetla preselio se iz Virovitice, Osijeka, Donjeg Miholjca i Karlovca u Vojvodinu. S jedne strane, preseljenje je provedeno zbog kolonizacijske politike od Prvog svjetskog rata, a s druge strane zbog rata i progona. Veliki broj nositelja prezimena hrvatskog podrijetla preselio se u Sjedinjene Američke Države i Argentinu prije Drugog svjetskog rata.

## Arhiv
Prva spomena prezimena Jagodić nalazi se u srednjovjekovnom arhivu grada Dubrovnika. To je bilo sudsko pismo Venecijanske vlade u Dubrovniku (tada Ragusa). Trgovac po imenu Visgl Jagodich (lat. Vasilije Jagodić) stavljen je pred sud zbog toga što su njegove natovarene mazge ušle u vinograde nekog Stefana de Nale i tamo napravile štetu. To su potvrdili prisutni svjedoci. Točan ishod nije poznat, ali incident je zabilježen u sudskim zapisnicima. Točan tekst u sudskom dokumentu glasi: 
„Stephanus de Nale, coram domino Rectore ser Nicola Jo. de Poza conqueritur supra Vasigl Jagodich. Eo quia heri eum uno somerio et una mulla intulit sibi damnum in uno suo tereno in vinea positis in Breno. Testes: Dobrilo homo Blaxii de Braicho, Radochna Iuanovich, Simcho Bogaucich."“ (Lamenta de foris, VIII, 205v, 23. juni 1429.)
U prijevodu:
"Stefanus de Nale, u prisutnosti gospodina rektora Nicola Jo. de Pozda, žali se na Vasilija Jagodića. Jučer su njegove natovarene mule upale u vinograd kod Brena (?) i nanijele štetu. O tome svjedoče Dobrilo (Vlah iz Brajića), Radoša Ivanović i Simčo Bogovčić." (Sudske tužbe protiv stranaca u Ragusi (Dubrovnik), VIII, 205v, 23. lipnja 1429)
U 15. i 16. stoljeću prezime se javlja i u Beogradu, u okolici Čačka, na otoku Braču, u Šibeniku i u Hrvatskom Zagorju. Od 17. stoljeća prezime Jagodić se pojavljuje češće u Habsburškoj vojnoj granici i u Slavonskom zaleđu.

## Plemići
Tijekom trajanja vladavine Habsburške monarhije na području današnje Hrvatske dolazilo je do raznih valova migracija u Vojnu krajinu. Tamo su se doseljavale obitelji iz južnih krajeva, uglavnom s područja južne Bosne i Hercegovine. U 18. i 19. stoljeću istaknule su se tri obitelji s prezimenom Jagodić, čiji su muški članovi služili u graničarskim jedinicama Habsburške monarhije.
- 4. ožujka 1714.: Grbovnicu o dodjeli plemstva i grba podijelio je car Karlo III. Franji i Jurju Jagodiću, te Jurjevim sinovima Jurju i Emeriku.
- 24. listopada 1806.: Grbovnu povelju o dodjeli plemstva i grba dao je car Franjo II. graničarskom časniku Alexiusu Jagodiću, njegovoj supruzi Rozaliji Bernard i djeci: Mihaelu, Franji, Aleksiju i Josipi. Očita sličnost s prvim grbom govori o tome da se radi o istim Jagodićima.
- 17. rujna 1824.: Grbovnu povelju o dodjeli plemstva i grba dao je car Franjo II. Spasoju Jagodiću, koji dobiva ime Jagodics de Kernyecza. O njima je snimljena televizijska serija Sva ta ravnica.

Prema Enveru Ljuboviću, major Alexius Jagodić potječe porijeklom iz Klisa kod Splita. Služio je u graničarskim regimentama u Glini. Jedan dio ove obitelj i danas živi u Lici, točnije u Ličkom Lešću. Prema Duišinu, sve tri obitelj Jagodića potječu od jedne porodice iz Livna. Prema predanjima, Jagodići su najprije doseljeni s Podrinja, odakle su u 15. stoljeću prvo krenuli za Sarajevo, pa preko Travnika do Livna.

## DNK Genealogija
U travnju 2022. godine proveden je Jagodić DNK projekt (Jagodić DNK projekt). Ovaj genealoški projekt obuhvaća brojku od 15 testiranih rodova, koji nose prezime Jagodić. Točnije, njezine varijante Jagodits, Jagodic i Yagodich. Testirani su rodovi iz Slovenije, Mađarske, Hrvatske, Bosne i Hercegovine, Srbije i Australije. Privatna studija je provedena u suradnji s laboratorijima FTDNA, YSEQ i DNK Centrom u Beogradu.
Rezultati studije su objavljeni na obiteljskoj web stranici.

## Poznate osobe
- Rudolf Jagodić
- Tomislav "Tule" Jagodić (pjevač tradicionalnog ojkanja)
- Siniša Jagodić (političar)
- Dora Jagodić (TV voditeljka)
- Ana-Marija Jagodić Rukavina (supruga Tomislava Rukavine)
- Dr. sc. Gordana Kuterovac Jagodić
- Barbara Slade Jagodić
- Vlado Jagodić (1964., nogometaš)
- Josip Jagodić (1897.–1973., liječnik)
- Ivan Jagodić (1936.–2010., glumac)
- Ema Jagodić (1989., manekenka)
- Petar Kuridža Jagodić (1666.–1749., vođa pobune)
- Marko Jagodić Kuridža (1987., košarkaš)
- Hadži-pop Petko Jagodić (vođa bune iz 1858.)